# Saint-Germain-des-Prés (Maine-et-Loire)
Saint-Germain-des-Prés é uma comuna francesa na região administrativa da Pays de la Loire, no departamento de Maine-et-Loire. Estende-se por uma área de 19,76 km², com 1 134 habitantes, segundo os censos de 1999, com uma densidade de 57 hab/km².